# Canton de Crest
Le canton de Crest est une circonscription électorale française du département de la Drôme créée par le décret du 20 février 2014 et entrée en vigueur lors des élections départementales de 2015.

## Histoire
Un nouveau découpage territorial de la Drôme (département) entre en vigueur à l'occasion des élections départementales de mars 2015, défini par le décret du 20 février 2014, en application des lois du 17 mai 2013 (loi organique 2013-402 et loi 2013-403). Les conseillers départementaux sont, à compter de ces élections, élus au scrutin majoritaire binominal mixte. Les électeurs de chaque canton élisent au Conseil départemental, nouvelle appellation du Conseil général, deux membres de sexe différent, qui se présentent en binôme de candidats. Les conseillers départementaux sont élus pour 6 ans au scrutin binominal majoritaire à deux tours, l'accès au second tour nécessitant 12,5 % des inscrits au 1er tour. En outre la totalité des conseillers départementaux est renouvelée. Ce nouveau mode de scrutin nécessite un redécoupage des cantons dont le nombre est divisé par deux avec arrondi à l'unité impaire supérieure si ce nombre n'est pas entier impair, assorti de conditions de seuils minimaux. Dans la Drôme, le nombre de cantons passe ainsi de 36 à 19.
Le canton de Crest est formé de communes des anciens cantons de Crest-Nord (12 communes), de Crest-Sud (7 communes), de Chabeuil (8 communes) et de Valence 4e Canton (1 commune). Avec ce redécoupage administratif, le territoire du canton s'affranchit des limites d'arrondissements, avec 20 communes incluses dans l'arrondissement de Die et 8 dans l'arrondissement de Valence. Le bureau centralisateur est situé à Crest.

## Représentation
| Période élective | Période élective | Mandat | Mandat   | Identité      | Nuance | Nuance | Qualité                                                                 |
| ---------------- | ---------------- | ------ | -------- | ------------- | ------ | ------ | ----------------------------------------------------------------------- |
| 2015             | 2021             | 2015   | 2021     | Muriel Paret  |        | DVG    | Employée - Maire de Grane (2014-2020)                                   |
| 2015             | 2021             | 2015   | 2021     | Jean Serret   |        | PS     | Maire d'Eurre, Président de la Communauté de Communes                   |
| 2021             | 2028             | 2021   | en cours | Daniel Gilles |        | DVG    | Agriculteur, conseiller municipal et ancien maire de Saoû Membre de LFI |
| 2021             | 2028             | 2021   | en cours | Muriel Paret  |        | DVG    | Conseillère sortante                                                    |

### Résultats détaillés

#### Élections de mars 2015
À l'issue du 1er tour des élections départementales de 2015, deux binômes sont en ballottage : Muriel Paret et Jean Serret (PS, 31,23 %) et François Pegon et Béatrice Rey (Union de la Droite, 29,51 %). Le taux de participation est de 55,85 % (11 841 votants sur 21 201 inscrits) contre 53,14 % au niveau départemental et 50,17 % au niveau national.
Au second tour, Muriel Paret et Jean Serret (PS) sont élus avec 50,86 % des suffrages exprimés et un taux de participation de 55,2 % (5 450 voix pour 11 701 votants et 21 199 inscrits).

#### Élections de juin 2021
Le premier tour des élections départementales de 2021 est marqué par un très faible taux de participation (33,26 % au niveau national). Dans le canton de Crest, ce taux de participation est de 37,78 % (8 599 votants sur 22 761 inscrits) contre 34,1 % au niveau départemental. À l'issue de ce premier tour, deux binômes sont en ballottage : Daniel Gilles et Muriel Paret (DVG, 54,37 %) et Véronique Baudouin et Caryl Fraud (Union au centre et à droite, 45,63 %).
Le second tour des élections est marqué une nouvelle fois par une abstention massive équivalente au premier tour. Les taux de participation sont de 34,3 % au niveau national, 34,41 % dans le département et 39,31 % dans le canton de Crest. Daniel Gilles et Muriel Paret (DVG) sont élus avec 54,45 % des suffrages exprimés (4 663 voix pour 8 948 votants et 22 765 inscrits),,.
Daniel Gilles et Muriel Paret sont membres du groupe "La Drôme en commun" (opposition).

## Composition
Le nouveau canton de Crest comprend vingt-huit communes entières.
| Nom                           | Code Insee | Intercommunalité                      | Superficie (km2) | Population (dernière pop. légale) | Densité (hab./km2) | Modifier                                    |
| ----------------------------- | ---------- | ------------------------------------- | ---------------- | --------------------------------- | ------------------ | ------------------------------------------- |
| Crest (bureau centralisateur) | 26108      | CC du Crestois et du pays de Saillans | 23,38            | 8 712 (2022)                      | 373                | modifier les données · modifier les données |
| Aouste-sur-Sye                | 26011      | CC du Crestois et du pays de Saillans | 17,98            | 2 696 (2022)                      | 150                | modifier les données · modifier les données |
| Autichamp                     | 26021      | CC du Val de Drôme en Biovallée       | 6,25             | 152 (2022)                        | 24                 | modifier les données · modifier les données |
| Barcelonne                    | 26024      | CA Valence Romans Agglo               | 8,28             | 341 (2022)                        | 41                 | modifier les données · modifier les données |
| La Baume-Cornillane           | 26032      | CA Valence Romans Agglo               | 14,42            | 452 (2022)                        | 31                 | modifier les données · modifier les données |
| Beaufort-sur-Gervanne         | 26035      | CC du Val de Drôme en Biovallée       | 9,48             | 485 (2022)                        | 51                 | modifier les données · modifier les données |
| Chabrillan                    | 26065      | CC du Val de Drôme en Biovallée       | 17,75            | 755 (2022)                        | 43                 | modifier les données · modifier les données |
| Châteaudouble                 | 26081      | CA Valence Romans Agglo               | 17,37            | 613 (2022)                        | 35                 | modifier les données · modifier les données |
| Cobonne                       | 26098      | CC du Val de Drôme en Biovallée       | 11,20            | 168 (2022)                        | 15                 | modifier les données · modifier les données |
| Combovin                      | 26100      | CA Valence Romans Agglo               | 35,86            | 472 (2022)                        | 13                 | modifier les données · modifier les données |
| Divajeu                       | 26115      | CC du Val de Drôme en Biovallée       | 13,25            | 687 (2022)                        | 52                 | modifier les données · modifier les données |
| Eurre                         | 26125      | CC du Val de Drôme en Biovallée       | 18,06            | 1 426 (2022)                      | 79                 | modifier les données · modifier les données |
| Gigors-et-Lozeron             | 26141      | CC du Val de Drôme en Biovallée       | 35,27            | 219 (2022)                        | 6,2                | modifier les données · modifier les données |
| Grane                         | 26144      | CC du Val de Drôme en Biovallée       | 44,84            | 2 136 (2022)                      | 48                 | modifier les données · modifier les données |
| Mirabel-et-Blacons            | 26183      | CC du Crestois et du pays de Saillans | 17,48            | 1 202 (2022)                      | 69                 | modifier les données · modifier les données |
| Montclar-sur-Gervanne         | 26195      | CC du Val de Drôme en Biovallée       | 29,63            | 195 (2022)                        | 6,6                | modifier les données · modifier les données |
| Montmeyran                    | 26206      | CA Valence Romans Agglo               | 24,10            | 2 964 (2022)                      | 123                | modifier les données · modifier les données |
| Montvendre                    | 26212      | CA Valence Romans Agglo               | 17,24            | 1 283 (2022)                      | 74                 | modifier les données · modifier les données |
| Omblèze                       | 26221      | CC du Val de Drôme en Biovallée       | 44,92            | 60 (2022)                         | 1,3                | modifier les données · modifier les données |
| Ourches                       | 26224      | CA Valence Romans Agglo               | 9,23             | 286 (2022)                        | 31                 | modifier les données · modifier les données |
| Peyrus                        | 26232      | CA Valence Romans Agglo               | 10,48            | 576 (2022)                        | 55                 | modifier les données · modifier les données |
| Piégros-la-Clastre            | 26234      | CC du Crestois et du pays de Saillans | 24,76            | 883 (2022)                        | 36                 | modifier les données · modifier les données |
| Plan-de-Baix                  | 26240      | CC du Val de Drôme en Biovallée       | 19,39            | 164 (2022)                        | 8,5                | modifier les données · modifier les données |
| La Répara-Auriples            | 26020      | CC du Val de Drôme en Biovallée       | 15,03            | 255 (2022)                        | 17                 | modifier les données · modifier les données |
| La Roche-sur-Grane            | 26277      | CC du Val de Drôme en Biovallée       | 12,23            | 190 (2022)                        | 16                 | modifier les données · modifier les données |
| Suze                          | 26346      | CC du Val de Drôme en Biovallée       | 14,43            | 247 (2022)                        | 17                 | modifier les données · modifier les données |
| Upie                          | 26358      | CA Valence Romans Agglo               | 19,53            | 1 532 (2022)                      | 78                 | modifier les données · modifier les données |
| Vaunaveys-la-Rochette         | 26365      | CC du Val de Drôme en Biovallée       | 21,93            | 611 (2022)                        | 28                 | modifier les données · modifier les données |
| Canton de Crest               | 2602       |                                       | 553,77           | 29 762 (2022)                     | 54                 | modifier les données                        |

## Démographie
En 2022, le canton comptait 29 762 habitants, en évolution de +6,09 % par rapport à 2016 (Drôme : +2,64 %, France hors Mayotte : +2,11 %).
| 2013   | 2018   | 2022   |
| ------ | ------ | ------ |
| 27 384 | 28 780 | 29 762 |